# Ridgeia
Ridgeia is een geslacht van borstelwormen uit de familie van de Siboglinidae. De wetenschappelijke naam van het geslacht is voor het eerst geldig gepubliceerd in 1985 door Jones.

## Soorten
- Ridgeia phaeophiale Jones, 1985
- Ridgeia piscesae Jones, 1985